# École Wäinö Aaltonen
L'école Wäinö Aaltonen (finnois : Wäinö Aaltosen koulu) est une école  située dans l'ile d'Hirvensalo à Turku en Finlande.

## Présentation
L'école porte le nom de son ancien élève le plus célèbre, le sculpteur Wäinö Aaltonen. Les domaines de spécialité de l'école sont les beaux-arts et les habiletés manuelles, l'anglais et l'éducation aux médias.

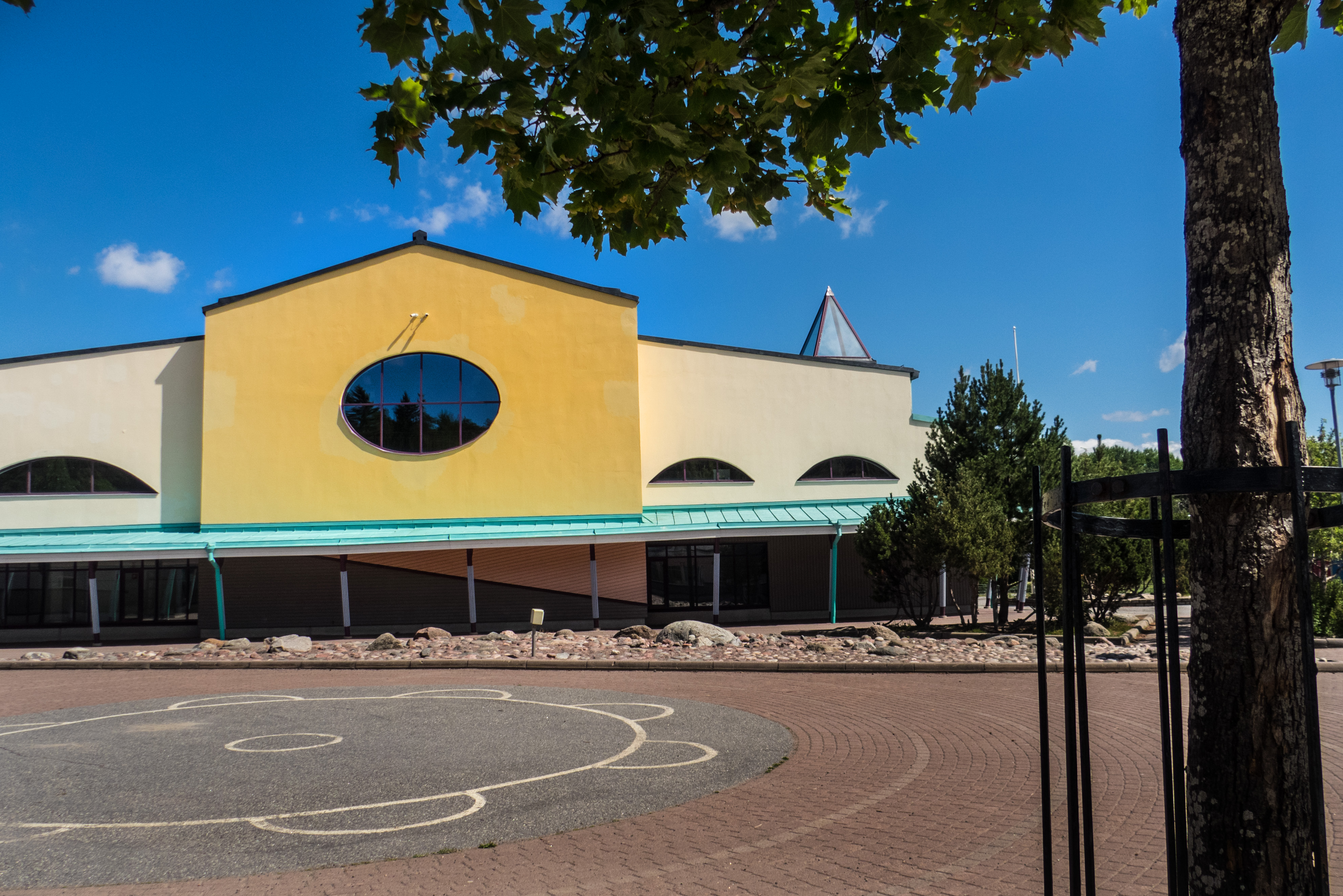
L'école Wäinö Aaltonen.

## Histoire
L'histoire de l'école Wäinö Aaltonen remonte à 1882, lorsqu'une école populaire est inaugurée dans le village de Kukola à Hirvensalo.
L'école s'appelait "Hirveluoto Ylhäinen Kanskoulu".
Après la fête d'inauguration tenue le 6 novembre 1882, dix garçons et quinze filles de différentes classes sociales ont commencé leurs études à l'école.
Selon l'ordre du Conseil scolaire impérial, les matières enseignées en finnois étaient "l'orthographe, l'arithmétique, la poésie et la lecture, le catéchisme, l'histoire biblique et les arts graphistes.
Les voyages scolaires dans l'archipel de Turku étaient souvent difficiles depuis, par exemple, Papinsaari, où il fallait parfois traverser le détroit à gué en cas d'embouteillage sur la rive opposée.
L'école était également accessible par bateau depuis l'île d'Iso-Pukki entre Hirvensalo et Ruissalo.
En 1944, Hirvensalo a fusionné avec Turku et l'école est devenue une partie du système scolaire de Turku sous le nom de Hirvensalo kansakoulu.
Elle a organisé l'une des premiers camps scolaires de Finlande en Laponie en février 1959 avec une école jumelée de Rovaniemi.
En 1982, un échange œcuménique d'éleves a été organisé, dans le cadre de l'amitié entre la paroisse de Martti et la paroisse orthodoxe d'Ilomantsi.
À l'automne 1966, l'école publique d'Hirvensalo a été renommée école Wäinö Aaltonen en mémoire du célèbre élève décédé en mai de la même année.
Dans les années 1960 et 1970, l'école était connue à l'échelle nationale pour son jardin scolaire primé et ses activités de gestion de l'environnement.
L'école a également eu beaucoup de succès dans les compétitions de ski entre écoles de Turku, et à partir de 1968, l'école Wäinö Aaltonen a organisé des compétitions de skis caritatices au printemps et en hiver en invitant des skieurs de compétition bien connus.
En juin 1977, l'ancien bâtiment de l'école Wäinö Aaltonen a été détruite dans un incendie.
En 1979, un nouveau bâtiment scolaire conçu par Tapio Korpisaari a été construit à sa place.
Le batiment a aussi abrite la bibliothèque d'Hirvensalo jusqu'à l'été 2018.
En 1997, les installations scolaires postmodernes conçues par Markku Roininen ont été construites et l'école a commencé à se spécialiser dans les arts visuels et d'autres compétences manuelles avec le soutien de la Société Wäinö Aaltonen.
L'école dispose également de plus de 400 mètres carrés d'installations sportives,.
Dans les années 2010, l'école comptait environ 500 élèves.
Dès la rentrée 2018-2019, environ 125 d'entre eux seront transférés dans la nouvelle école de Syvälahti.
La bibliothèque d'Hirvensalo de la bibliothèque municipale de Turku a aussi déménagé de l'école Wäinö Aaltonen au nouveau bâtiment du centre polyvalent de Syvälahti (fi).